# Ismael Borrero
Ismael Borrero Molina (6 de enero de 1992 en Santiago de Cuba) es un atleta cubano especializado en lucha grecorromana. 

## Carrera
Compitió en los campeonato mundiales de 2013, 2014 y 2015, ganando una medalla de oro en 2015 en la categoría de 59 kg. Borrero ganó tres campeonatos panamericanos consecutivos, 2012, 2013 y 2014 y una medalla de oro en los Juegos Olímpicos de 2016.

## Palmarés
| Juegos Olímpicos                     | Juegos Olímpicos            | Juegos Olímpicos | Juegos Olímpicos       |
| Año 2020                             | Lugar Canadá                | Medalla oro      | Categoría grecorromana |
| ------------------------------------ | --------------------------- | ---------------- | ---------------------- |
| 2016                                 | Río de Janeiro ( Brasil)    | Medalla de oro   | -59 kg                 |
| Campeonato Mundial                   |                             |                  |                        |
| 2015                                 | Las Vegas ( Estados Unidos) | Medalla de oro   | -59 kg                 |
| Juegos Centroamericanos y del Caribe |                             |                  |                        |
| 2016                                 | Veracruz ( México)          | Medalla de oro   | -59 kg                 |